# Bezzia gracilipes
Bezzia gracilipes är en tvåvingeart som först beskrevs av Johannes Winnertz 1852.  Bezzia gracilipes ingår i släktet Bezzia och familjen svidknott. Inga underarter finns listade i Catalogue of Life.